# Governatore del Dakota del Nord
Il governatore del Dakota del Nord è il capo esecutivo dello stato del Dakota del Nord.
Il governatore attualmente in carica è il repubblicano Kelly Armstrong.

## Governatori

### Territorio del Dakota
Partiti
| Partito                        | N° governatori |
| ------------------------------ | -------------- |
| Repubblicano                   | 11             |
| Partito Indipendente Americano | 1              |
| Democratici                    | 1              |

| #   | Governatori | Governatori                    | Periodo                            | Partito                        | Note |
| --- | ----------- | ------------------------------ | ---------------------------------- | ------------------------------ | --- |
| –   |             | Wilmot Brookings (1830–1905)   | Gennaio 1859 – 2 Marzo 1861        | Repubblicano                   | Governatore provvisorio. Non riconosciuto dal governo degli Stati Uniti. |
| 1   |             | William Jayne (1826–1916)      | 27 Maggio 1861 – 4 Marzo 1863      | Repubblicano                   | Primo governatore ufficiale del Territorio del Dakota. Nominato dal presidente degli Stati Uniti Abraham Lincoln. Si è dimesso per diventare rappresentante degli Stati Uniti.                            |
| 2   |             | Newton Edmunds (1819–1908)     | 17 Ottobre 1863 – 3 Settembre 1866 | Repubblicano                   | In carica fino al novembre 1863. Nominato da Abraham Lincoln. Licenziato nel 1866. Primo Partito Repubblicano a ricoprire la carica di governatore.                                                       |
| 3   |             | Andrew J. Faulk (1814–1898)    | 3 Settembre 1866 – 10 Maggio 1869  | Repubblicano                   | Agendo fino al marzo 1867. Nominato da Andrew Johnson. Congedato nel 1869. |
| 4   |             | John A. Burbank (1827–1905)    | 10 Maggio 1869 – Aprile 1873       | Repubblicano                   | Nominato da Ulysses S. Grant. Sostituito da Edwin S. McCook nel 1873. |
| -   |             | Edwin S. McCook (1837–1873)    | Aprile 1873 – 11 Settembre 1873    | Partito Indipendente Americano | Governatore ad interim per sostituire John A. Burbank. Assassinato nel settembre 1873. Solo Indipendente servirà come governatore.                                                                        |
| (4) |             | John A. Burbank (1827–1905)    | Ottobre 1873 – 1 Gennaio 1874      | Repubblicano                   | Rinominato con l'aiuto del senatore degli Stati Uniti Oliver P. Morton. Si dimise nel gennaio 1874 a causa di uno scandalo di corruzione nelle ferrovie.                                                  |
| 5   |             | John L. Pennington (1829–1900) | 1 Gennaio 1874 – 12 Aprile 1878    | Repubblicano                   | Nominato da Ulysses S. Grant in sostituzione di John A. Burbank. Licenziato nell'aprile 1878. |
| 6   |             | William A. Howard (1813–1880)  | 12 Aprile 1878 – 10 Aprile 1880    | Repubblicano                   | Nominato da Rutherford B. Hayes. Morto in carica. |
| 7   |             | Nehemiah G. Ordway (1828–1907) | 1 Giugno 1880 – 25 Giugno 1884     | Repubblicano                   | Nominato da Rutherford B. Hayes. Rimosso dall'incarico per accuse di corruzione. |
| 8   |             | Gilbert A. Pierce (1839–1901)  | 25 Giugno 1884 – 5 Febbraio 1887   | Repubblicano                   | Nominato da Chester A. Arthur. Si dimise nell'agosto 1886, tuttavia le dimissioni non ebbero effetto fino al 1887.                                                                                        |
| 9   |             | Louis K. Church (1846–1898)    | 21 Febbraio 1887 – 9 Marzo 1889    | Democratico                    | Nominato da Grover Cleveland. Si dimise nel marzo 1889. Solo Democratico ricopriva la carica di governatore.                                                                                              |
| 10  |             | Arthur C. Mellette (1842–1896) | 9 Marzo 1889 – 2 Novembre 1889     | Repubblicano                   | Eletto dal popolo nel 1885. Divenne il primo Governatore del Dakota del Sud al momento dello stato di entrambi i Dakota nel novembre 1889. Succeduto da John Miller come Governatore del Dakota del Nord. |

### Stato del Dakota del Nord
| Partito                  | N° governatori |
| ------------------------ | -------------- |
| Repubblicani             | 17             |
| Democratici-NPL          | 7              |
| Repubblicani/NPL         | 7              |
| Democratici              | 3              |
| Repubblicani/IVA         | 2              |
| Democratici-Indipendenti | 1              |

| #  | Foto | Nome                      | Mandato          | Mandato          | Partito          |
| #  | Foto | Nome                      | Inizio           | Termine          | Partito          |
| -- | ---- | ------------------------- | ---------------- | ---------------- | ---------------- |
| 1  |      | John Miller               | 20 novembre 1889 | 7 gennaio 1891   | Repubblicano     |
| 2  |      | Andrew H. Burke           | 7 gennaio 1891   | 3 gennaio 1893   | Repubblicano     |
| 3  |      | Eli C. D. Shortridge      | 3 gennaio 1893   | 10 gennaio 1895  | Indipendente     |
| 4  |      | Roger Allin               | 10 gennaio 1895  | 6 gennaio 1897   | Repubblicano     |
| 5  |      | Frank A. Briggs           | 6 gennaio 1897   | 15 agosto 1898   | Repubblicano     |
| 6  |      | M. Joseph Devine          | 15 agosto 1898   | 3 gennaio 1899   | Repubblicano     |
| 7  |      | Frederick B. Fancher      | 3 gennaio 1899   | 10 gennaio 1901  | Repubblicano     |
| 8  |      | Frank White               | 10 gennaio 1901  | 4 gennaio 1905   | Repubblicano     |
| 9  |      | Elmore Y. Sarles          | 4 gennaio 1905   | 9 gennaio 1907   | Repubblicano     |
| 10 |      | John Burke                | 9 gennaio 1907   | 8 gennaio 1913   | Democratico      |
| 11 |      | L. B. Hanna               | 8 gennaio 1913   | 3 gennaio 1917   | Repubblicano     |
| 12 |      | Lynn Frazier              | 3 gennaio 1917   | 23 novembre 1921 | Repubblicano/NPL |
| 13 |      | Ragnvald A. Nestos        | 23 novembre 1921 | 7 gennaio 1925   | Repubblicano/IVA |
| 14 |      | Arthur G. Sorlie          | 7 gennaio 1925   | 28 agosto 1928   | Repubblicano/NPL |
| 15 |      | Walter Maddock            | 28 agosto 1928   | 9 gennaio 1929   | Repubblicano/NPL |
| 16 |      | George F. Shafer          | 9 gennaio 1929   | 31 dicembre 1932 | Repubblicano/IVA |
| 17 |      | William Langer            | 31 dicembre 1932 | 21 giugno 1934   | Repubblicano/NPL |
| 18 |      | Ole H. Olson              | 21 giugno 1934   | 7 gennaio 1935   | Repubblicano/NPL |
| 19 |      | Thomas H. Moodie          | 7 gennaio 1935   | 2 febbraio 1935  | Democratico      |
| 20 |      | Walter Welford            | 2 febbraio 1935  | 6 gennaio 1937   | Repubblicano/NPL |
| 21 |      | William Langer            | 6 gennaio 1937   | 5 gennaio 1939   | Repubblicano/NPL |
| 22 |      | Mosè John                 | 5 gennaio 1939   | 4 gennaio 1945   | Democratico      |
| 23 |      | Fred George Aandahl       | 4 gennaio 1945   | 3 gennaio 1951   | Repubblicano     |
| 24 |      | Clarence Norman Brunsdale | 3 gennaio 1951   | 9 gennaio 1957   | Repubblicano     |
| 25 |      | John E. Davis             | 9 gennaio 1957   | 4 gennaio 1961   | Repubblicano     |
| 26 |      | William L. Guy            | 4 gennaio 1961   | 2 gennaio 1973   | Democratico-NPL  |
| 27 |      | Link Arthur A.            | 2 gennaio 1973   | 6 gennaio 1981   | Democratico-NPL  |
| 28 |      | Allen I. Olson            | 6 gennaio 1981   | 1º gennaio 1985  | Repubblicano     |
| 29 |      | George A. Sinner          | 1º gennaio 1985  | 15 dicembre 1992 | Democratico-NPL  |
| 30 |      | Ed Schafer                | 15 dicembre 1992 | 15 dicembre 2000 | Repubblicano     |
| 31 |      | John Hoeven               | 15 dicembre 2000 | 7 dicembre 2010  | Repubblicano     |
| 32 |      | Jack Dalrymple            | 7 dicembre 2010  | 15 dicembre 2016 | Repubblicano     |
| 33 |      | Doug Burgum               | 15 dicembre 2016 | 15 dicembre 2024 | Repubblicano     |
| 34 |      | Kelly Armstrong           | 15 dicembre 2024 | in carica        | Repubblicano     |

## Altre massime cariche ricoperte dai governatori
| Governatore               | Periodo             | Congresso | Congresso | Altri incarichi                                           |
| Governatore               | Periodo             | Camera    | Senato    | Altri incarichi                                           |
| ------------------------- | ------------------- | --------- | --------- | --------------------------------------------------------- |
| Frank White               | 1901–1905           |           |           | Tesorieri degli Stati Uniti d'America                     |
| John Burke                | 1907–1913           |           |           | Tesorieri degli Stati Uniti d'America                     |
| L. B. Hanna               | 1913–1917           | H         |           |                                                           |
| Lynn Frazier              | 1917–1921           |           | S         |                                                           |
| William Langer            | 1932–1934 1937–1939 |           | S         |                                                           |
| John Moses                | 1939–1945           |           | S         |                                                           |
| Fred G. Aandahl           | 1945–1951           | H         |           | Vice Segretario degli Interni degli Stati Uniti d'America |
| Clarence Norman Brunsdale | 1951–1957           |           | S         |                                                           |
| Arthur A. Link            | 1973–1981           | H         |           |                                                           |
| Ed Schafer                | 1992–2000           |           |           | Segretario dell'Agricoltura degli Stati Uniti d'America   |
| John Hoeven               | 2000–2010           |           | S         |                                                           |
| Jack Dalrymple            | 2010–2016           |           |           | Vicegovernatore del Dakota del Nord                       |
| Kelly Armstrong           | 2024-oggi           | H         |           |                                                           |